# Oublions le passé
Pour plus de détails, voir Fiche technique et Distribution.

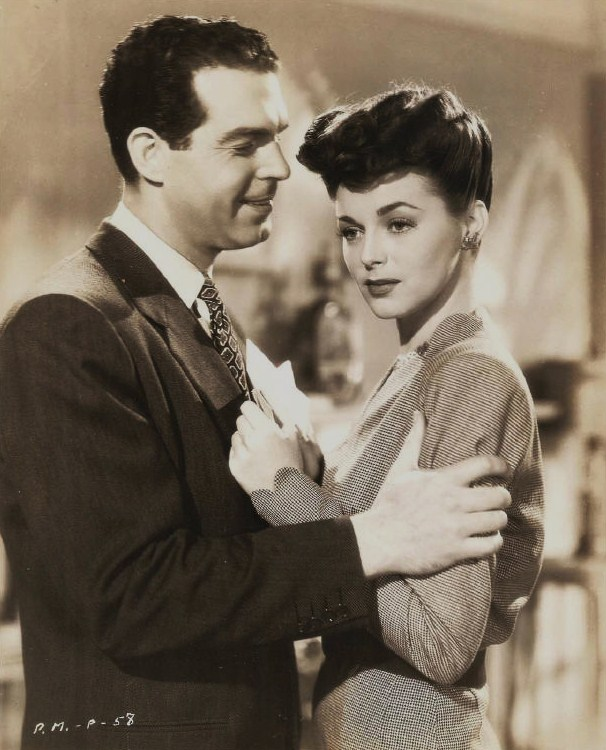
Fred MacMurray et Marguerite Chapman dans une scène du film

Oublions le passé (Pardon My Past) est un film américain en noir et blanc réalisé par Leslie Fenton, sorti en 1945.

## Synopsis
Eddie York et Chuck Gibson, deux soldats tout juste rendus à la vie civile, arrivent à New York. Dans un magasin, Eddie est pris pour un autre par Jim Arnold, un bookmaker, qui le somme de lui payer les 12 000 dollars de dettes de jeu qu'il lui doit. Eddie a beau dire qu'il y a erreur sur la personne, Arnold ne le croit pas ; il confisque son portefeuille qui contient ses 3 000 dollars d'économies et le somme de régler sa dette le lendemain.  Eddie se met alors à la recherche de son sosie, un certain Francis Pemberton ...

## Fiche technique
- Titre français : Oublions le passé
- titre original : Pardon My Past
- Réalisation : Leslie Fenton, assisté de Robert Aldrich
- Scénario : Earl Felton et Karl Kamb d'après une histoire originale de Patterson McNutt et Harlan Ware
- Production : Leslie Fenton, Fred MacMurray
- Société de production et de distribution : Columbia Pictures
- Musique : Dimitri Tiomkin
- Photographie : Russell Metty
- Montage : Richard V. Heermance
- Langue : anglais américain
- pays de production : États-Unis
- Format : noir & blanc - 1,37:1 - 35 mm - son : Mono (Western Electric Mirrophonic Recording)
- Genre : Comédie policière
- Durée : 88 min
- Dates de sortie : 
  - États-Unis : 25 décembre 1945
  - France : 17 juin 1946

## Distribution
- Fred MacMurray : Eddie York / Francis Pemberton
- Marguerite Chapman : Joan
- Akim Tamiroff : Jim Arnold
- William Demarest : Chuck Gibson
- Rita Johnson : Mary Pemberton
- Harry Davenport : Grandpa Pemberton
- Douglass Dumbrille : Uncle Wills
- Karolyn Grimes (en) : Stephanie Pemberton
- Dewey Robinson : Plainclothesman
- Hugh Prosser : M. Long
- Herbert Evans : Burch
- Charles Arnt

## Source
- Oublions le passé et l'affiche française du film, sur EncycloCiné